# NGC 684
NGC 684 je galaksija u zviježđu Trokut.

## Vanjske poveznice
- SEDS: NGC 0684